# Penitența de la Canossa
Penitența de la Canossa este numele dat în istorie călătoriei de penitență făcută de regele romano-german Henric al IV-lea în perioada decembrie 1076 – ianuarie 1077 pentru a obține ridicarea excomunicării de la papa Grigore al VII-lea aflat în Castelul Canossa⁠(d) ca oaspete al contesei Matilda de Tuscia. Penitența de la Canossa a reprezentat punctul culminant al disputei dintre regele romano-german și papă cu privire la relația dintre puterea laică și cea ecleziastică și respectiv la rolul Bisericii în imperiu. În istoriografie există încă tendința de a exagera evenimentul, în timp ce contemporanii au acordat o mică importanță acestei penitențe în comparație cu actul de excomunicare a regelui. Astăzi, o solicitare care este considerată umilitoare, este denumită la figurat „Călătorie la Canossa” (în germană Canossagang).

## Evenimentele anterioare
Cu scrisoarea din 8 decembrie 1075 trimisă regelui romano-german a început papa Grigore al VII-lea lupta deschisă cu acesta: el l-a mustrat aspru pe Henric al IV-lea deoarece numise episcopul de Milano fără a lua în considerare interdicția învestiturii laice, impusă de papalitate prin Dictatus Papae emis în același an. Papa i-a cerut regelui supunere imediată și i-a făcut reproșuri pentru viața păcătoasă pe care o ducea. Henric, aflat la vârsta de 25 de ani, era un conducător de succes: el reușise să se impună în fața principilor imperiali mult mai în vârstă decât el și reprimase rebeliunea saxonilor din perioada 1073–1075. Considerându-l pe neînduplecatul papă un adversar vrednic, regele Henric a acceptat provocarea și pe 24 ianuarie 1076 la Worms la adunarea curții l-a declarat destituit pe Grigore al VII-lea.
La 22 februarie 1076 papa i-a răspuns excomunicându-l și eliberându-i pe toți creștinii de jurământul de loialitate făcut lui Henric.
Acest pas radical a stârnit o mare agitație în întreaga creștinătate pentru care Henric însuși nu era pregătit. Majoritatea principilor germani au hotărât să nu-l mai susțină pe Henric.

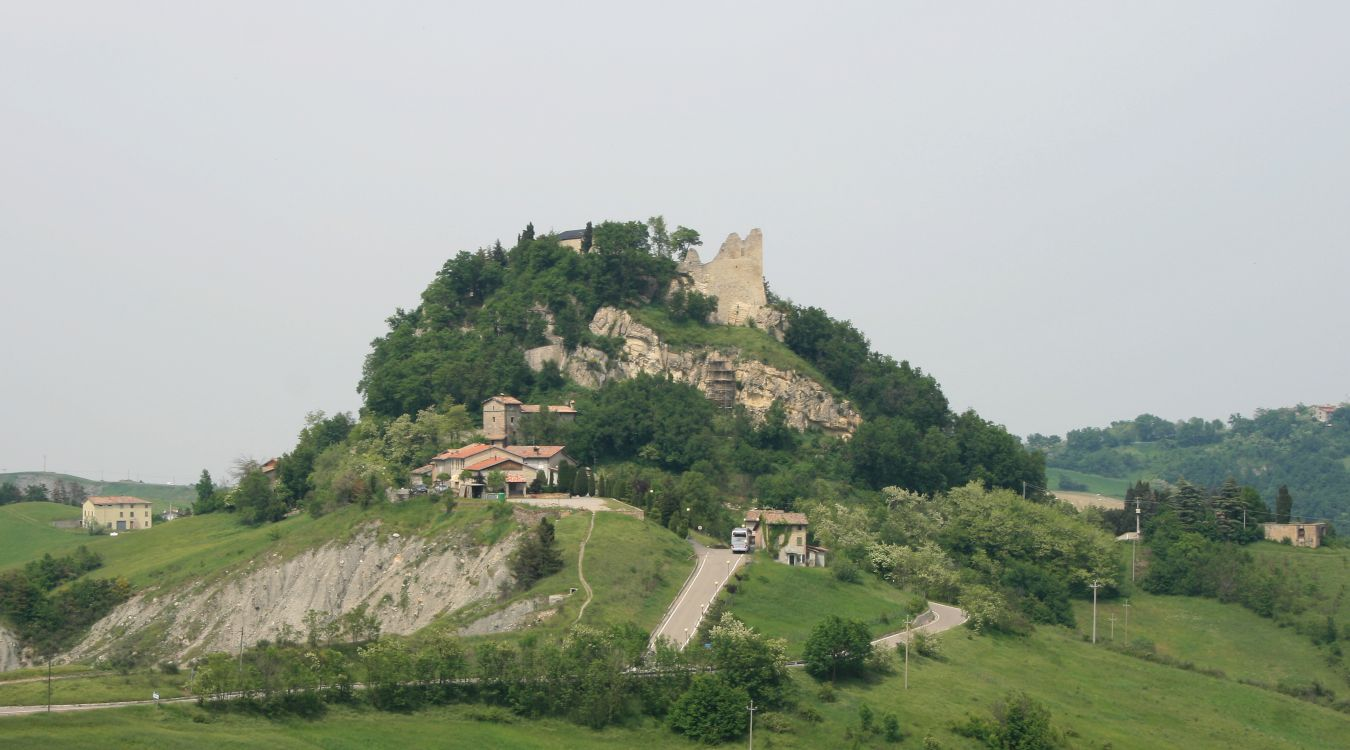
Ruinele Castelului Canossa din regiunea Emilia-Romagna în 2009 (partea construcției unde se afla curtea în care Henric ar fi așteptat trei zile să fie primit de papa Grigore al VII-lea, nu mai există).

După excomunicare, mulți dintre principii imperiali care îl susținuseră pe Henric deși considerau acțiunile sale mult prea îndrăznețe, l-au abandonat. În cele din urmă, ei au decis la o adunare în octombrie 1076 la Tribur că regele nu mai putea guverna până nu se lua o decizie în cazul său la adunarea de la Augsburg condusă de Grigore al VII-lea. Fără susținători și cu revolte izbucnite în unele teritorii, Henric își vedea deja coroana pierdută. Pentru a se salva, a încercat să se obțină o întrevedere cu papa. Acesta l-a invitat la Canossa, o cetate astăzi doar o ruină, construită pe o stâncă înaltă la 25 km de orașul Reggio nell' Emilia, proprietate a marchizei Matilda de Tuscia (mai târziu Toscana). În vârstă de 31 de ani, Matilda era considerată una dintre cele mai atrăgătoare, bogate și puternice femei din Europa: pe lângă Toscana, ei îi aparțineau comitatele Brescia, Modena, Mantua și Ferrara și alte întinse domenii în nordul și partea de mijloc a Italiei. Era foarte inteligentă, cultivată și credincioasă. Admirația ei pentru Grigore al VII-lea dădea contemporanilor prilej de comentarii și zvonuri răutăcioase referitoare la relația dintre ei, probabil nefondate luând în considerare că papa era foarte loial principiilor catolice, dar accepta cu plăcere ajutorul financiar generos și ospitalitatea marchizei.

## Actul de penitență

Henric cere Matildei de Tuscia și nașului său, starețul Hugo de Cluny, să medieze (Vita Mathildis a lui Donizio, c. 1115, Vatican, Biblioteca Apostolică a Vaticanului, Ms. Vat. lat. 4922, fol. 49v)

Henric al IV-lea a jucat foarte bine teatru, dacă dăm crezare spuselor papei Grigore al VII-lea. El a așteptat timp de 3 zile în fața porților cetății în plină iarnă îmbrăcat cu haine simple și desculț. Ulterior mulți istorici au pus la îndoială veridicitatea acestor fapte, iar Henric însuși nu a consemnat nimic despre desfășurarea lor. Așteptarea sa a început pe 25 ianuarie. Pe 28 ianuarie au fost negociate condițiile ridicării excomunicării și a fost emis un document, în care au semnat, între alți martori, Matilda de Tuscia și Adelaida de Torino (de asemenea, o susținătoare a papei).
Tânărul rege i-a dat satisfacție papei acceptând condițiile impuse. Nu există dovezi scrise ale discuțiilor purtate, dar papa Grigore al VII-lea, prea puțin cunoscător al oamenilor, s-a arătat fericit și satisfăcut la sfârșitul întâlnirii.

## Evenimentele ulterioare

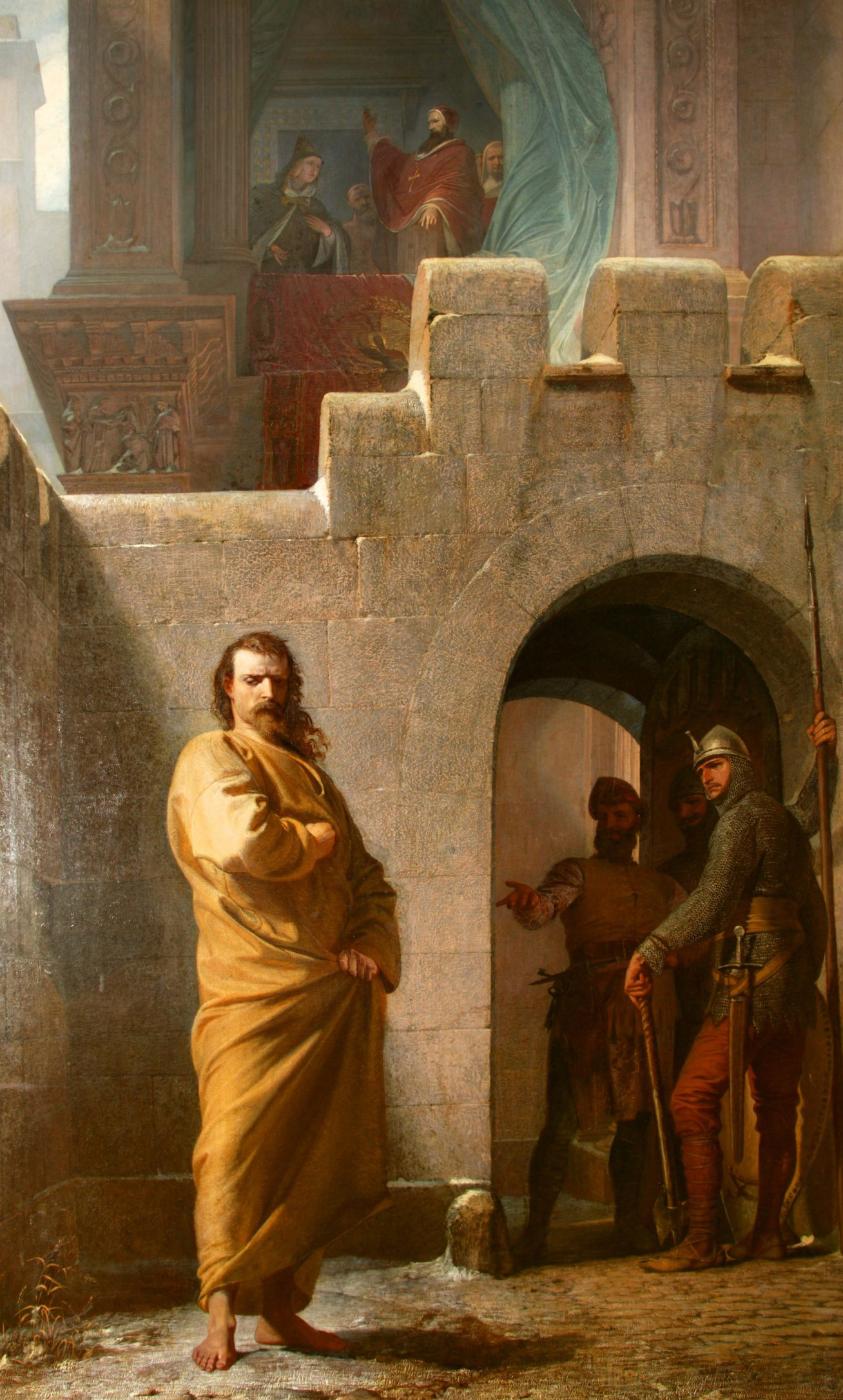
Pictura istorică: Henric la Canossa (Eduard Schwoiser, 1862; Henric e reprezentat într-o atitudine sfidătoare)

Totuși, situația nu s-a schimbat. Asigurările date de Henric papei s-au dovedit fără valoare, iar acesta a înțeles curând că a fost păcălit. Henric s-a întors în imperiu și fiind din nou liber să acționeze, nu s-a gândit să respecte condițiile impuse de papă. Principii electori au primit fără entuziasm vestea ridicării excomunicării lui Henric. La 15 martie 1077 ei aleseseră deja ca nou rege pe ducele Rudolf de Rheinfelden care fusese încoronat la Mainz pe 26 martie. Papa Grigore al VII-lea l-a susținut imediat deoarece acesta recunoscuse toate drepturile Bisericii. Însă Henric al IV-lea nu s-a dat bătut bazându-se pe susținătorii săi: cetățenii orașelor, micii nobili și fermierii din Bavaria, Boemia și Carintia care puteau aduna o oaste pentru a începe lupta pentru putere.
Deși a pierdut două bătălii (sau mai exact nu le-a câștigat), în Bătălia de pe Elster lângă Mersenburg pe 15 octombrie 1080 antiregele Rudolf de Rheinfelden a fost rănit și a murit a doua zi. Principii l-au recunoscut din nou ca rege pe Henric al IV-lea. Papa Grigore al VII-lea, foarte dezamăgit de regele care-și încălcase promisiunile, l-a excomunicat din nou. Însă a doua penitență la Canossa nu a mai existat. Simțindu-se puternic, Henric l-a declarat pe papă destituit la adunările din Mainz și din Brixen. El l-a proclamat pe fostul său cancelar, Wiebert, arhiepiscop de Ravenna, papă sub numele Clement al III-lea.
Deși un nou antirege, Herman de Salm, a fost proclamat în 1081, sfera sa de influență s-a extins doar asupra Saxoniei.
În vara anului 1081 Henric al IV-lea a intrat în Italia, a devastat și jefuit domeniile Matildei de Tuscia, apoi s-a îndreptat spre Roma și a asediat orașul. După ce normanzii, chemați în ajutor de Grigore al VII-lea împotriva oastei imperiale, jefuiseră și devastaseră Roma, acesta a fost nevoit să plece în exil la Salerno pentru a scăpa de furia populației orașului. Acolo a murit în mai 1085, însă disputa nu s-a încheiat și urma să continue în timpul succesorilor lui Grigore al VII-lea.
Henric al IV-lea a cucerit Roma în martie 1084. În același an, de Paște, Henric a fost încoronat împărat romano-german de papa Clemens al III-lea.

## Concluzii
Călătoria regelui Henric al IV-lea la Canossa a fost reinterpretată radical la începutul anilor 2000 de istoricul Johannes Fried. Luând în considerare surse neglijate anterior, Fried a emis teza că cronologia evenimentelor, mult timp luată în considerare, era incorectă și că de fapt Henric a căutat să ia legătura cu papa Grigore al VII-lea încă de la sfârșitul verii anului 1076 pentru a ajunge la o înțelegere astfel încât să detensioneze situația politică internă. Papa a admis acest lucru pentru a ajunge la o soluție pașnică, consensuală. Deoarece Henric nu dorea să călătorească la Augsburg ca persoană excomunicată, iar papa călătorea deja spre nord, el s-a îndreptat spre Italia. Papa l-a primit și, după un act pur formal de penitență, i-a ridicat interdicția la 25 ianuarie 1077.
Potrivit lui Fried, nu a existat niciodată un proces penitențial umilitor pentru rege, ci mai degrabă o întâlnire între rege și papă care fusese pregătită cu mult timp înainte. În ianuarie 1077 Henric al IV-lea și Grigore al VII-lea au încheiat un tratat al cărui conținut exact nu se cunoaște, dar care probabil avea ca scop restabilirea păcii și a consensului. Totuși, tratatul nu a avut niciun efect deoarece oponenții papei și ai regelui au zădărnicit aplicarea înțelegerii. Conform interpretării lui Fried, călătoria lui Henric la Canossa arată mai degrabă dorința regelui și a papei de a acționa în consens și pe baza rațiunii. Medievaliștii Gerd Althoff, Stefan Weinfurter și Steffen Patzold au contrazis această teză. Dezbaterea științifică nu s-a încheiat încă.